# ФК Ростов
Вижте пояснителната страница за други значения на Ростов.
ФК „Ростов“ е руски футболен отбор от град Ростов на Дон. Основан е през месец май 1930 г.
За най-великия футболист в новата история на клуба се смята Александър Маслов. Неговият номер 11 е изваден от употреба.

## Успехи
Най-големите успехи на ФК „Ростов“ са четвърто място в първа лига на СССР през 1991 г., шесто място в Руска Премиер Лига (Висша дивизия) през 1998 г., първо място в Руска Първа Дивизия през 2008 г., финал за Купата на Русия през 2003 г. и полуфинал в турнира Интертото през 1999 г.
През 2014 г. Ростов печели Купата на Русия след победа с дузпи срещу ФК Краснодар.
През 2016 г. за първи път влиза в групите на Шампионска лига след като в квалификациите отстранява Андерлехт и Аякс.
 СССР
Втора лига на СССР
- Шампион (1): 1985

Шампионат на РСФСР
- Шампион (1): 1964

Купа на СССР
- 1/16 финалист (3): 1954, 1964, 1986/87

 Русия

### Национални
Руска Премиер Лига
- Второ място (1): 2015/16

ФНЛ (2 ниво)
- Шампион (1): 2008

 Купа на Русия
- Носител (1): 2013/14
- Финалист (2): 2002/03, 2024/25

 Суперкупа на Русия
- Финалист (1): 2014

### Международни
```
Лига Европа
:
```

- 1/8 финалист (1): 2016/17

## Предишни имена
| Години      | Име                     |
| ----------- | ----------------------- |
| 1930 – 1936 | „Селмашстрой“           |
| 1936 – 1941 | „Селмаш“                |
| 1941 – 1953 | „Трактор“               |
| 1953 – 1957 | „Торпедо Ростов на Дон“ |
| 1957 – 2003 | „Ростселмаш“            |
| 2003 –      | „ФК Ростов“             |

## Известни футболисти
- Алберт Над
- Александър Маслов
- Александър Шмарко
- Александърс Колинко
- Андрей Карпович
- Бруно Силва
- Витс Римкус
- Дмитрий Ананко
- Дмитрий Кириченко
- Дмитрий Лосков
- Ивица Крал
- Йован Танасиевич
- Максим Бузникин
- Михаил Ашветия
- Михаил Осинов
- Николай Олеников
- Отар Хизанейшвили
- Роман Адамов
- Самат Смаков
- Сергей Балахнин
- Сергей Омелянчук
- Юрий Ковтун
- Юри Максимов
- Юрис Лайзанс
- Роман Адамов
- Тхаба Мгуни
- Флоран Синама-Погнол
- Ивелин Попов
- Али Соу
- Роналдо

## Български футболисти
- Чавдар Янков: 2010 - (25 мача - 2 гола)
- Ивелин Попов: 2019/20 - (37 мача - 6 гола)
- Роналдо: 2024... - (30 мача - 10 гола...)